# Stanger
Stanger/KwaDukuza este un oraș din provincia Kwazulu-Natal, Africa de Sud.